# The Hunchback of Notre Dame II
The Hunchback of Notre Dame II (Nederlands: De Klokkenluider van de Notre Dame II) is een Amerikaanse animatiefilm van Disney. De film is een vervolg op de film The Hunchback of Notre Dame uit 1996. De film kwam uit in 2002.

## Verhaal
Enkele jaren zijn verstreken sinds de vorige film. Phoebus en Esmeralda zijn getrouwd en hebben een zoon genaamd Zephyr. Phoebus is tevens weer kapitein van de soldaten. Daar Frollo nu dood is kan Quasimodo de Notre Dame verlaten wanneer hij dat wil, maar hij is nog wel de klokkenluider.
Op een dag arriveert er een circus van dieven in Parijs, onder leiding van Sarousch. Ze hebben het voorzien op La Fidel, de bekendste klok van de Notre Dame. Sarousch stuurt Madellaine, zijn assistente, naar de kathedraal om de locatie van de klok te vinden. Ze vlucht echter weg na het zien van Quasimodo. De waterspuwers overtuigen Quasimodo om naar het circus te gaan en Madellaine gerust te stellen. In het circus ziet Sarousch Quasimodo. Wanneer hij beseft wie Quasimodo is, dwingt hij Madellaine om Quasimodo te volgen en bij hem informatie in te winnen over La Fidel. In de kathedraal ziet ze hoe Quasimodo speelt met de jonge Zephyr, waardoor zijn uiterlijk haar niet langer afschrikt. Quasimodo neemt Madellaine mee voor een tocht door Parijs.
Ondertussen ontvangt Phoebus bericht van enkele overvallen in de stad, en gaat op onderzoek uit. In de kerk toont Quasimodo Madellaine La Fidel. De binnenkant van de klok blijkt te zijn gesierd door een enorm juweel. Quasimodo geeft Madellaine een houten beeldje dat hij van haar heeft gemaakt. De volgende dag bekent Quasimodo aan Esmeralda dat hij verliefd is op Madellaine, en ze overtuigt hem dit ook aan haar te vertellen. Phoebus heeft inmiddels ontdekt dat het circus achter de overvallen zit.
Sarousch overtuigt Madellaine ervan om Quasimodo af te leiden zodat hij La Fidel kan stelen. Madellaine stemt met tegenzin toe. Sarousch en twee handlangers dringen de klokkentoren binnen. Ze worden gevolgd door Zephyr en Djali. De waterspuwers proberen het trio tegen te houden door een klok op ze te laten vallen, maar komen er zelf onder te zitten. Wel slagen ze erin Quasimodo te waarschuwen. Deze arriveert te laat om Sarousch nog te stoppen.
Quasimodo vertelt Phoebus over de diefstal, en die verdenkt meteen Sarousch. Tevens arresteert hij Madellaine wegens medeplichtigheid. Quasimodo is ervan overtuigd dat Madellaine hem slechts gebruikt heeft. Hij vindt de waterspuwers onder de bel, en ze vertellen hem dat Zephyr achter Sarousch aan is. Quasimodo en Esmeralda haasten zich naar het paleis van justitie, waar Madellaine is opgesloten. Zij vertelt hen dat Sarousch de catacomben als schuilplaats gebruikt.
Quasimodo en de anderen begeven zich naar de catacomben. Daar treffen ze Sarousch, die Zephyr heeft gevangen en als gijzelaar gebruikt. Dankzij Madellaine kan Zephyr worden gered, en wordt Sarousch gearresteerd. Aan het eind van de film verklaren Quasimodo en Madellaine elkaar de liefde.

## Rolverdeling
| Acteur               | Personage       |
| -------------------- | --------------- |
| Tom Hulce            | Quasimodo       |
| Demi Moore           | Esmeralda       |
| Kevin Kline          | Captain Phoebus |
| Paul Kandel          | Clopin          |
| Jason Alexander      | Hugo            |
| Charles Kimbrough    | Victor          |
| Jane Withers         | Laverne         |
| Jim Cummings         | The Archdeacon  |
| Jennifer Love Hewitt | Madellaine      |
| Haley Joel Osment    | Zephyr          |
| Michael McKean       | Sarousch        |
| April Winchell       | Lady DeBurne    |

## Nederlandse cast
| Acteur           | Personage        |
| ---------------- | ---------------- |
| Raymond Kurvers  | Quasimodo        |
| Vera Mann        | Esmeralda        |
| Peter Blok       | Kapitein Phoebus |
| Bill van Dijk    | Clopin           |
| Kees van Lier    | Hugo             |
| Jerome Reehuis   | Victor           |
| Marijke Hoving   | Laverne          |
| ???              | De Aartsdiaken   |
| Ann de Winne     | Madellaine       |
| Merel Burmeister | Zephyr           |
| Door van Boeckel | Sarousch         |
| ???              | Vrouwe DeBurne   |

## Prijzen en nominaties
In 2003 werd De Klokkenluider van de Notre Dame II genomineerd voor 14 prijzen, waarvan hij er twee won.
- De Saturn Award voor Best DVD Release
- 12 DVD Premiere Awards:
  - Best Animated DVD Premiere Movie – gewonnen
  - 2x Beste originele lied – 1x gewonnen
  - 5x Best Animated Character Performance
  - Beste regisseur (Bradley Raymond)
  - Beste muziek
  - Beste screenplay
  - Beste visuele effecten
- De Young Artist Award voor Best Performance in a Voice-Over Role